# Falkville
Falkville è un comune degli Stati Uniti d'America situato nella contea di Morgan dello Stato dell'Alabama.